# Terra-Film
La Terra-Film è stata una casa di produzione cinematografica tedesca, una delle maggiori del paese.

## Storia
Fondata a Berlino nel 1919 come Terra-Film GmbH, tre anni più tardi acquistò gli stabilimenti della Eiko-Film GmbH situati a Marienfelde, e trasformata in società per azioni.
Nel periodo muto vi lavorarono registi come Carl Boese, Wolfgang Liebeneiner, Robert Wiene, attori come William Dieterle, Fritz Kortner, Paul Wegener, e attrici come Mady Christians, Lil Dagover, Lya De Putti. Alla Terra lavorarono anche molti attori, registi e tecnici stranieri, in particolare italiani e russi. Tra gli italiani Gennaro Righelli, Maria e Diomira Jacobini e Angelo Ferrari.
Nel 1930 venne rilevata dalla famiglia Scotoni, proprietari della Apollo Cinerama, maggior produttore cinematografico svizzero. Dopo l'ascesa al potere del Nazismo in Germania, seguì le sorti di gran parte dell'industria cinematografica tedesca, venendo nazionalizzata e rinominata Terra-Filmkunst GmbH nel 1937.
Gran parte delle produzioni della casa negli anni trenta-quaranta, furono fortemente influenzati dall'ideologia nazista. Tra questi il film Süss l'ebreo del 1940, diretto da Veit Harlan e interpretato da Ferdinand Marian, Werner Krauss e Heinrich George.
Dagli anni sessanta fino agli anni ottanta, un'altra compagnia con lo stesso nome fu attiva a Berlino Ovest, con al suo attivo oltre 100 produzioni.